# بنيسيلامين
بنيسيلامين هو دواء من صنف الخوالب. يتوفر في شكل د-بنيسيلامين، لكون ل-بنيسيلامين ساما (يثبط مفعول البيريدوكسين، المعروف باسم فيتامين ب6). والبنيسيلامين مستقلب لحمض أميني ألفا للبنسلين، لكنه ليس لديه خواص مضاد حيوي.
الدواء مدرج في قائمة منظمة الصحة العالمية للأدوية الأساسية.

## الأسماء التجارية
يسوق تحت الأسماء التجارية التالية:
- Depen
- Cuprimine
- Cuprenyl

وله أسماء تجارية أخرى.

## الاستعمالات
يستعمل بنيسيلامين، وهو دواء خالب، في الحالات التالية:
- داء ويلسون.[1]
- البيلة السيستينية.[5]
- تصلب الجلد.[6]
- تسمم الزرنيخ بعد ثنائي المركابرول،[7] لكن هذا الاستعمال لم يعد ينصح به.[8]
- بنيسيلامين هو أحد الأدوية المضادة للروماتويد والمعدلة لسير المرض التي تستعمل في علاج التهاب المفاصل الروماتويدي النشط والشديد الذي لا يستجيب للعلاج التقليدي.[9] لكن استعماله قد إنحسر بعد توفر مثبطات عامل نخر الورم وأدوية أخرى مثل ريتوكسيماب وتوسيليزوماب وتوفاسيتينيب.

## علم الأدوية
يقوم بنيسيلامين بتقليل الخلايا التائية ويثبط الخلايا الأكولة الكبيرة ويقلل إنترلوكين 1 ويخفض عامل الروماتويد ويمنع تقاطع الكولاجين.